# Llac Argentino
El llac Argentino és el més gran i més austral dels grans llacs patagons de l'Argentina. És a la província de Santa Cruz, a 187 metres sobre el nivell del mar; cobreix una superfície de 1.415 km² i té una profunditat mitjana de 150 m; arriba en alguns punts fins als 500 m; el seu volum total assoleix els 219.900 milions de m³. Als braços occidentals, desguassen diverses glaceres, entre les quals destaquen la glacera Perito Moreno i la glacera Upsala. A la seva riba, en part al Parc Nacional Los Glaciares, hi ha la ciutat d'El Calafate, base turística habitual per a l'exploració de la regió. És proper al volcà Aguilera, ja dins de Xile.